# Круча (фільм)
«Круча» («Крутизна») — радянський телефільм 1983 року, знятий режисером Ізмаїлом Бурнацевим на Північно-Осетинській студії телефільмів.

## Сюжет
Про молодого голову колгоспу Казбека — прихильника відродження гірського землеробства.

## У ролях
- Алі Мухаммад — Казбек
- Анатолій Хостікоєв — Заур
- Расім Балаєв — Дзатте
- Тамара Яндієва — Тамара
- Барасбі Мулаєв — роль другого плану
- Заліна Шавлохова — роль другого плану
- Лактемір Дзтієв — роль другого плану
- Махамадалі Мухамадієв — роль другого плану

## Знімальна група
- Режисер — Ізмаїл Бурнацев
- Оператор — Алан Себетов
- Композитор — Володимир Комаров